# Artturi Vuorimaa
Artturi Vilho Vuorimaa (jusqu'en 1923 Vilhelm Arthur Blomberg, né le 8 août 1890 à Helsinki - mort le 28 octobre 1972 à Helsinki ) est un activiste finlandais du Mouvement de Lapua qui a joué un rôle clé dans le déclenchement de la rébellion de Mäntsälä en 1932.

## Biographie
Artturi Vuorimaa est élève du Lycée finnois mixte d'Oulu.
En 1910, il épouse Emmi Maria Järvenpää (née en 1892).
Ils auront cinq enfants.
Dès sa jeunesse, il a adhéré aux vues nationales, patriotiques et anticommunistes.

### Carrière militaire
Il participe à la guerre civile finlandaise du côté des Blancs.
Le 15 avril 1918, Artturi Vuorimaa reçut le grade de lieutenant.
Par la suite, il a été promu capitaine des forces de défense finlandaises.
Vuorimaa était membre du premier gouvernement du Front de la guerre d'indépendance (fi), fondé en mai 1929.

### Participation au Mouvement de Lapua
À l'été 1930, Artturi Vuorimaa est le chef de la "force d'attaque d'Helsinki"
Il organise, avec Kosti-Paavo Eerolainen, l'enlèvement de Jalmari Rötkö (en) et Eino Pekkala, députés du Groupe parlementaire des travailleurs socialistes et des petits agriculteurs (fi), lors de la session de la Commission constitutionnelle parlementaire du 5 juillet 1930 au Palais des États.
En octobre 1930, sous la pression du gouvernement du pays, les meneurs du mouvement de Lapua doit remettre aux autorités  Artturi Vuorimaa et Kosti-Paavo Eerolainen qui sont les activistes les plus connus.
Cependant, les meneurs du mouvement ont immédiatement organisé une grande campagne de solidarité pour les libérer.
Au début de la rébellion de Mäntsälä en février 1932, Artturi Vuorimaa est caché à Sääksjärvi dans la commune de Mäntsälä car il est recherché dans le cadre de l'enquête sur l'enlèvement des députés.
Il est le chef spirituel des rebelles et le 28 février 1932, il publie une déclaration adressée au président de la République exigeant l'éradication du « marxisme rouge », de « la social-démocratie marxiste maudite » et l'élimination des fonctionnaires du gouvernement « complices du marxisme »,.
À la fin de la révolte de Mäntsälä, Vuorimaa a été emprisonné avec d'autres chefs de la rébellion et il a été condamné à deux ans et demi d'emprisonnement pour leurs activités, d'instigation de rébellion et d'organisation des opérations.
Au début des années 1940, Vuorimaa a participé aux activités de l'organisation nationale-socialiste finlandaise du travail (fi) (SKT).
Plus tard, Vuorimaa a travaillé pour l'Union agraire, en particulier dans le nord de la Finlande.

## Publications

### sous le nom d' Artturi
- Kolme kuukautta Kosolassa: Lapuan liikkeen pesässä nähtyä, kuultua ja kuvitettua, tunnelmakappaleina kirjoittanut Artturi Vuorimaa; tarkastanut ja hyväksynyt Vihtori Kosola. 1931
- Vakooja : 1-näytöksinen jännitysnäytelmä. Propaganda-Aseveljet ry 1944
- Kokenut kaikki tietää.. : Muistelmiani seitsemältä vuosikymmeneltä. WSOY 1967

### sous le nom de Vilho Artturi
- Rakkautta ja muutakin : kaksinäytöksinen näytelmä, Suojeluskuntain kustannus, 1928
- Kivalon ruusut : yksinäytöksinen näytelmä jääkärien etappiajoilta, Suojeluskuntain kustannus, 1929
- Miehen teko : yksinäytöksinen näytelmä, Isänmaallinen kansanliike, 1936